# Драга Јонаш
Драга Јонаш (Ваљево, 10. септембар 1922 — Београд, 28. август 2007) била је лектор и дугогодишњи спикер на Радио Београду. Била је најпрепознатљивији спикерски глас, а остала је упамћена као непревазиђени пример тачне дикције и правилног акцентовања.

## Биографија
Драга Јонаш је рођена 10. септембра 1922. године у Ваљеву, у породици Госпаве и Богољуба Илића, родом из Дрлаче у Азбуковице и ондашњег абаџије, трговца и општинског добошара. Рано је остала без родитеља и браће Драгутина и Драгољуба, учитеља и песника, који су прерано умрли. Основну школу је учила у Ваљеву, ниже разреде гимназије у Ужицу и Ваљеву, Државну трговачку академију у Београду. Други светски рат је провела у Ваљеву и Београду и била је хапшена због сумњи да сарађује са партизанима и заточена у затвору у Ваљеву и логору у Шапцу.
После рата издржавала се разним тешким пословима и на наговор родбине, први пут када је учествовала на аудицији за спикера на Радио Београду, није примљена, али је касније примљена и на радију и телевизији провела цео радни век до пензионисања, 1. јануара 1985. године. Напоредо је радила и на обучавању стваралаца радијских програма да усаврше своју говорну културу.

## Награде и признања
За свој рад је добила бројне награде међу којима су и „Вукова награда”  за 2004. годину, за унапређење српске културе, просвете и науке и „Златни микрофон”, највише признање Радио Београда.

## Документарни филмови
Учествовала је у неколико документарних филмова о другима као наратор или као учесник где је говорила о себи и своме раду.
- 1985. Пријатељ за сва времена-Др Рудолф А. Рајс (ТВ документарни филм)
- 1986. Сликари и вајари: Недељко Гвозденовић (ТВ документарни филм)
- 1997. Летопис — О језику роде (ТВ документарни филм)
- 2004. Пукло трпило (ТВ документарни филм)
- 2006. Европа и Срби: Драга Јонаш (ТВ документарни филм)